# Carlos Silva (football, 1934)
Pour les articles homonymes, voir Carlos Silva.
Carlos Silva, de son nom complet Carlos Francisco Santos da Silva est un footballeur et entraîneur portugais né le 9 avril 1934 à Lisbonne et mort le 4 février 2007. Durant sa carrière de joueur, il jouait au poste de défenseur.

## Biographie

### En club
Carlos Silva commence sa carrière professionnelle au CF Belenenses en 1953. Il y reste jusqu'en 1961, disputant 119 matchs et marquant 6 buts.
Il rejoint ensuite le GD CUF en 1961, où il joue 22 matchs et inscrit 1 but sur trois saisons.
Sa dernière expérience en tant que joueur professionnel a lieu au SU Sintrense entre 1964 et 1966.

### Entraîneur
Après avoir mis un terme à sa carrière de joueur, Carlos Silva entame une carrière d’entraîneur. C’est au GD CUF, entre 1969 et 1971, qu’il fait ses débuts en tant qu’entraîneur.
En 1971, il rejoint le FC Barreirense, où il passe deux saisons jusqu'en 1973.
Pour la saison 1973-1974, il est nommé entraîneur du SC Farense.
Il enchaîne ensuite deux saisons à la tête de l’Atlético CP entre 1974 et 1976.
Silva retourne ensuite à l’Atlético CP pour la saison 1977-1978, consolidant les acquis de ses passages précédents. Mais c’est au SC Olhanense, de 1980 à 1984, qu’il connaît l’une de ses expériences les plus longues passant quatre saisons à la tête de l'équipe principale.
Après quelques années loin du football, Silva revient à l’Atlético CP en 1991 pour une saison, avant de diriger de nouveau le SC Olhanense lors de la saison 1992-1993.
Finalement, Carlos Silva boucle la boucle en revenant à l’Atlético CP pour deux dernières saisons entre 1993 et 1995. Il y termine sa carrière d'entraîneur.